# Christuskerk (Koblenz)
De Christuskerk is een evangelisch kerkgebouw in de Duitse stad Koblenz. Het is de eerste protestantse nieuwbouwkerk van Koblenz. In 2002 werd de Christuskerk toegevoegd aan het werelderfgoed Boven Midden-Rijndal.

## Geschiedenis

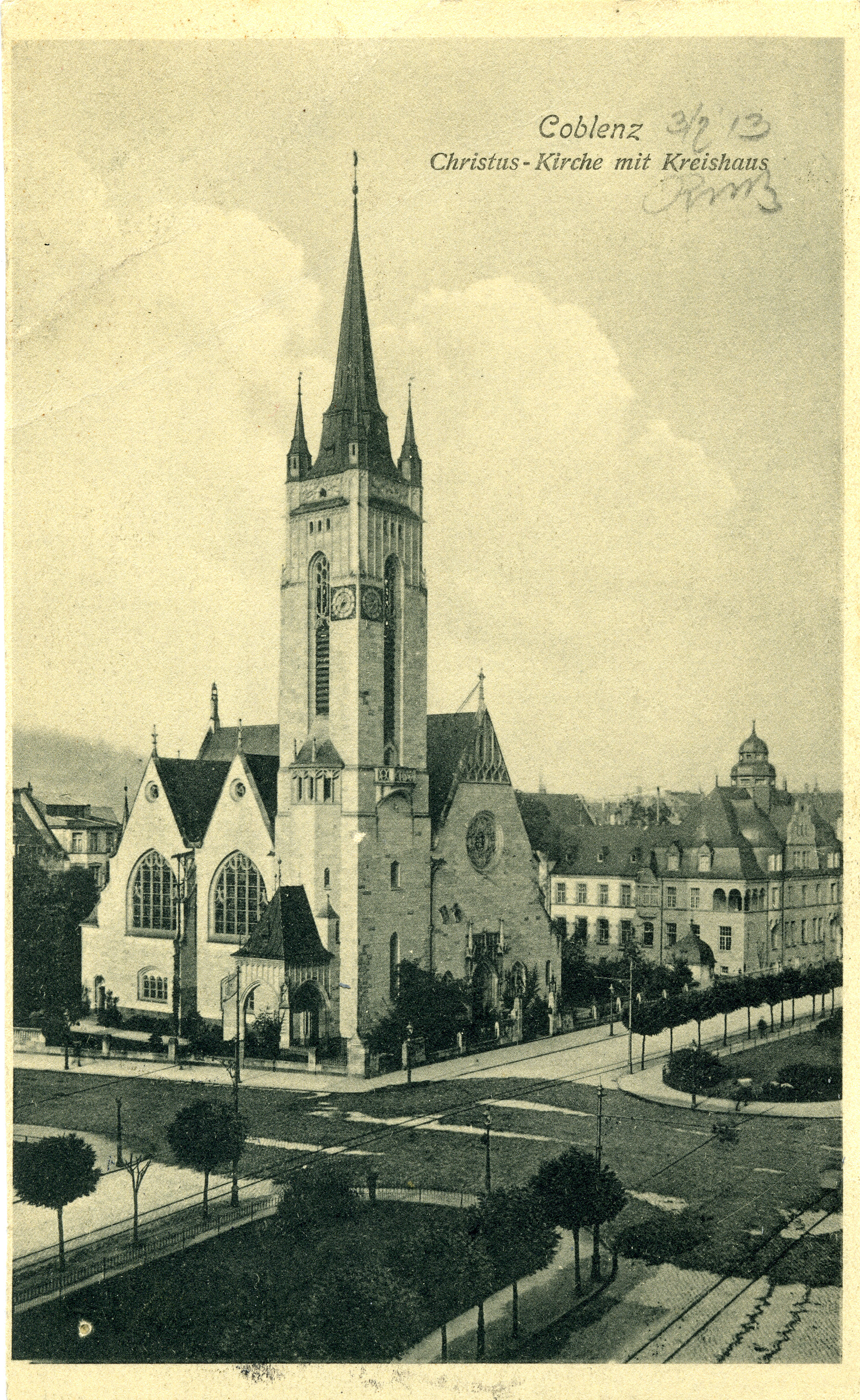
De net voltooide kerk op een ansichtkaart van 1913

Na de stadsuitbreiding en de sloop van de Pruisische vestingwerken aan het einde van de 19de eeuw werd er langs het oude stadscentrum van Koblenz een boulevard aangelegd. In 1820 had de protestantse geloofsgemeenschap van Koblenz reeds de voormalige Rooms-katholieke Florinuskerk verworven en nu werd van 1901 tot 1904 aan de nieuwe Kaiser-Wilhelm-Ring door de Berlijnse architect Johannes Vollmer met medewerking van zijn assistent Heinrich Jassoy de Christuskerk gebouwd als eerste protestantse nieuwbouwkerk. Het plan was om de kerk in 1903 te voltooien tijdens de viering van het 100-jarig bestaan van de protestantse gemeente in Koblenz, maar dat lukte helaas niet. De kerk kwam in juni 1904 gereed.
Tijdens bombardementen op Koblenz in de Tweede Wereldoorlog raakte de Christuskerk zwaar beschadigd. Bij de wederopbouw tussen 1951 en 1954 werden naar ontwerp van de uit Trier afkomstige Heinrich Otto Vogel (1898-1994) omvangrijke wijzigingen en uitbreidingen aan de kerk uitgevoerd. Zo werd de oorspronkelijke netgewelven vervangen door egale gewelven.
Het Keulse orgelbedrijf Willi Peter installeerde in 1955 een nieuw orgel.

## Afbeeldingen

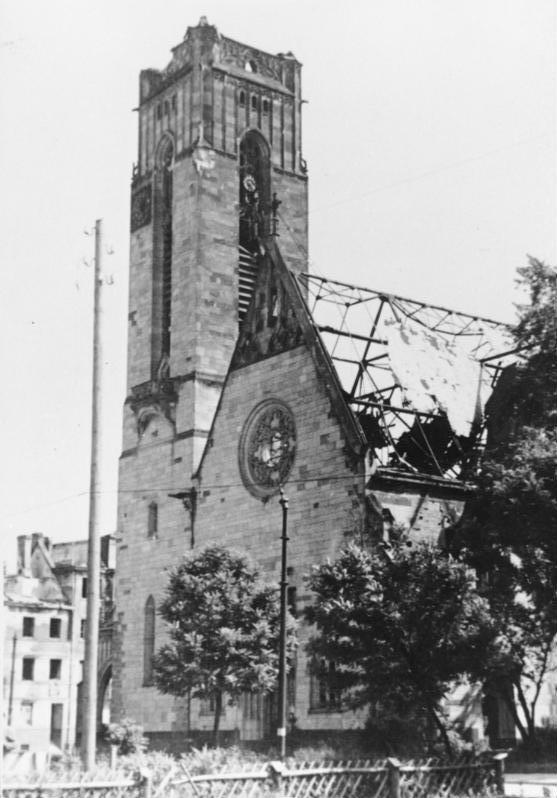
De door de bombardementen beschadigde kerk
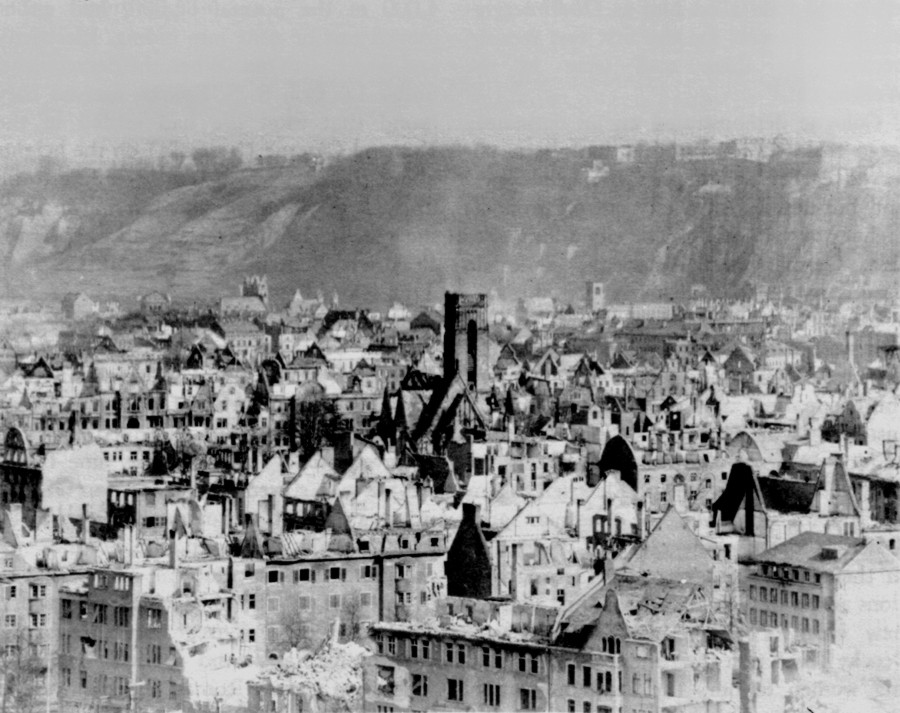
De kerk te midden de gebombardeerde stad (Maart 1945)
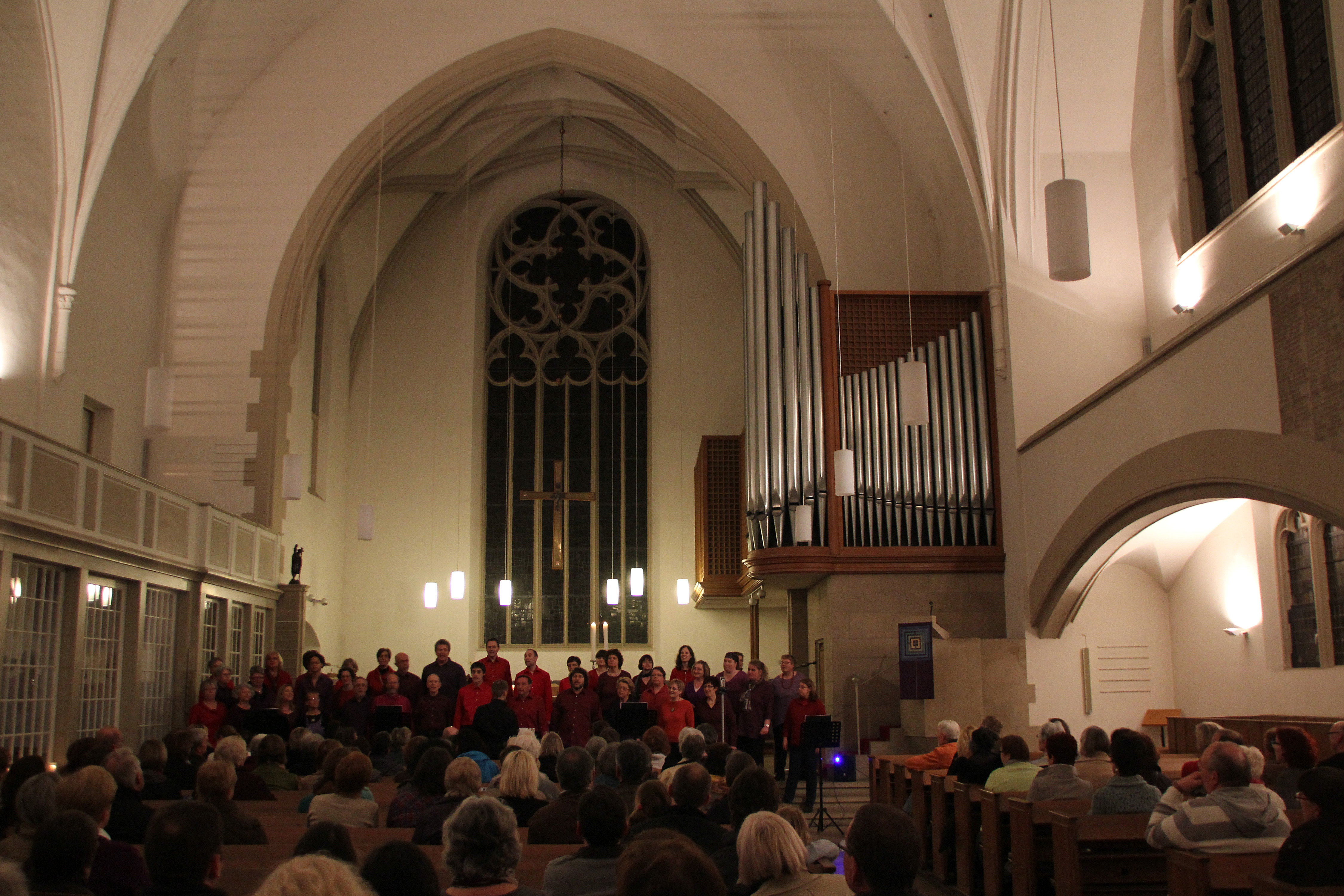
Interieur